# Nils Christoffer Dunér
Pour les articles homonymes, voir Dunér.
Nils Christoffer Dunér (Billeberga, Malmöhus län 21 mai 1839 – Stockholm 10 novembre 1914) était un astronome suédois.  Ses parents étaient Nils Dunér et Petronella (née Schlyter).
Dunér obtint son doctorat à l'université de Lund en 1862, fut observateur à l'observatoire de cette université à partir de 1864 et professeur d'astronomie à l'université d'Uppsala à partir de 1888.
Il reçut la médaille Rumford en 1892. 
En 1979, l'Union astronomique internationale a donné le nom de Dunér à un cratère lunaire.